# Feriado móvel
Feriado móvel ou festa móvel (pt) é uma designação popular usada para identificar os feriados que não ocorrem sempre no mesmo dia do calendário civil. Estas festas podem ser calculadas com base nos calendários lunar ou civil, ocorrendo sempre no mesmo dia da semana.
Os feriados baseados no calendário lunar são comuns nos países católicos (como Portugal e Brasil) onde é celebrada a Páscoa. Esta festa acontece no primeiro domingo depois da primeira lua cheia que sucede o Equinócio da primavera. Outros dias festivos católicos são celebrados em função da Páscoa, tal como a Sexta-Feira Santa (sexta-feira precedente à Páscoa), o Entrudo (40 dias antes da Páscoa), a Ascensão (40 dias depois da Páscoa), ou o Pentecostes (50 dias depois da Páscoa).
As festas móveis baseadas no calendário civil ocorrem num dia de uma determinada semana de um mês (por exemplo, segunda-feira após o segundo domingo do mês de agosto), sendo em geral evocações de santos e/ou dias de feiras tradicionais.

## Algumas festas móveis
- Corpo de Deus
- Dia dos Pais (festa fixa em Portugal; móvel no Brasil)
- Dia das Mães
- Sexta-Feira Santa
- Páscoa
- Carnaval
- Ascensão